# 1923 en droit
Cet article présente les faits marquants de l'année 1923 en droit.

## Événements
- 28 mars, Roumanie : entrée en vigueur de la Constitution roumaine de 1923, dite aussi Constitution d'Union, qui sera appliquée jusqu'en 1938[1].
- 19 avril, Égypte : première Constitution octroyée par le roi Fouad Ier[2].
- 16 juin, France : l'arrêt Septfonds définit les conditions dans lesquelles le juge judiciaire peut interpréter ou apprécier la légalité des actes de l'administration, ou bien doit poser une question préjudicielle au juge administratif[3].
- 30 novembre, France : arrêt Couitéas, donnant droit à la réparation d'un préjudice à la suite du refus du gouvernement de prêter le concours de la force publique pour une expulsion, tout en reconnaissant au gouvernement, quand l’intérêt public est en jeu, le droit de prendre certaines mesures exceptionnelles qui peuvent léser des droits privés[4].

## Naissances
- 10 janvier : André Ponsard, professeur français de droit, spécialisé en droit civil et en droit international privé, magistrat à la Cour de cassation († février 1990).
- 3 février : Joseph Voyame, avocat (métier), greffier, professeur de droit et haut fonctionnaire suisse († 7 février 2010).
- 8 mars : Louk  Hulsman, chercheur en sciences sociales néerlandais, professeur de droit pénal et de criminologie à l'université Érasme de Rotterdam († 28 janvier 2009).
- 9 juin : Pierre Pactet, professeur de droit et juriste français, spécialiste de droit public et de droit constitutionnel († 18 février 2012).
- 22 juin : Roland Drago, juriste français, professeur de droit, membre de l'Académie des sciences morales et politiques (section « Législation, droit public et jurisprudence »), président du Tribunal suprême de Monaco († 7 mai 2009).
- 1er novembre : Menachem Elon, juriste et homme politique israélien, juge puis vice-président de la Cour suprême d'Israël († 6 février 2013).

## Décès
- 23 avril : Eugen Huber, juriste, historien et philosophe suisse, auteur du Code civil suisse (° 13 juillet 1849).
- 23 décembre : Alfred Léon Le Poittevin, professeur de droit français (° 17 septembre 1854).